# John F. Kennedy Special Warfare Center and School

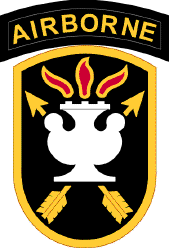
Emblema del John F. Kennedy Special Warfare Center

El John F. Kennedy Special Warfare Center and School (USAJFKSWCS) es un centro de formación del Ejército de los Estados Unidos en el cual entrena personal para el Comando de Operaciones Especiales del Ejército y las Fuerzas de Operaciones Especiales del Ejército. Según su declaración de principios su misión es entrenar, desarrollar y evaluar a Fuerzas Especiales bajo los conceptos, doctrinas y ejercicios de las operaciones de las Fuerzas Especiales. El Centro está ubicado en Fort Liberty, Carolina del Norte.
El Centro y Colegio comenzó sus actividades en 1951 como un centro de guerra psicológica formando parte del Colegio General del Ejército en Fort Riley, Kansas. El Centro de Guerra Psicológica del Ejército fue creado en Fort Bragg en mayo de 1952 y al mes siguiente fue renombrado como Colegio de Guerra Psicológica. El Centro fue propuesto por el entonces Jefe de Guerra Psicológica del Ejército, Robert A. McClure, para proveer de apoyo doctrinal y entrenamiento para la guerra tanto psicológica como convencional.